# Museo Arqueológico Nacional de Tarragona

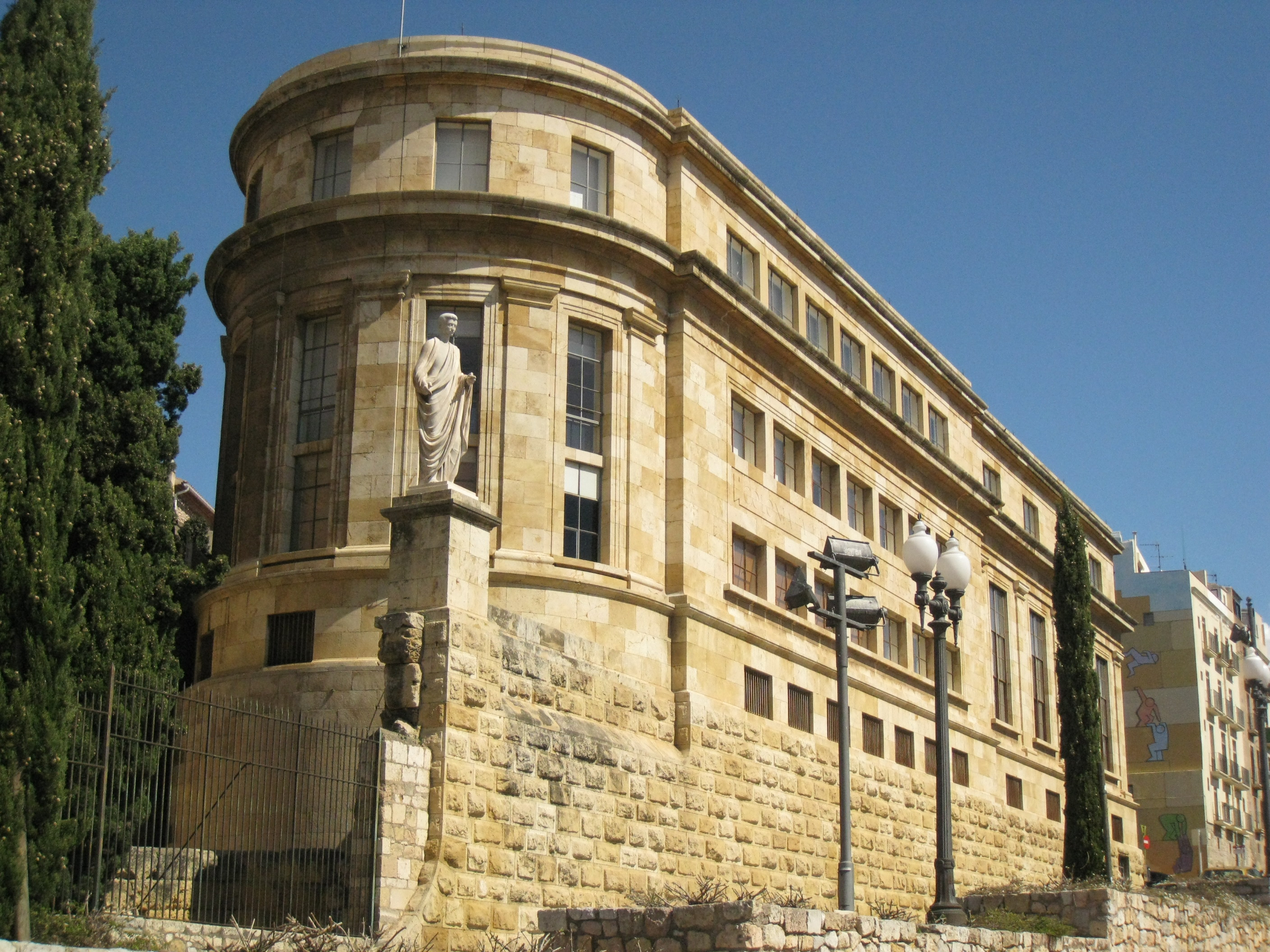
Edificio principal del museo

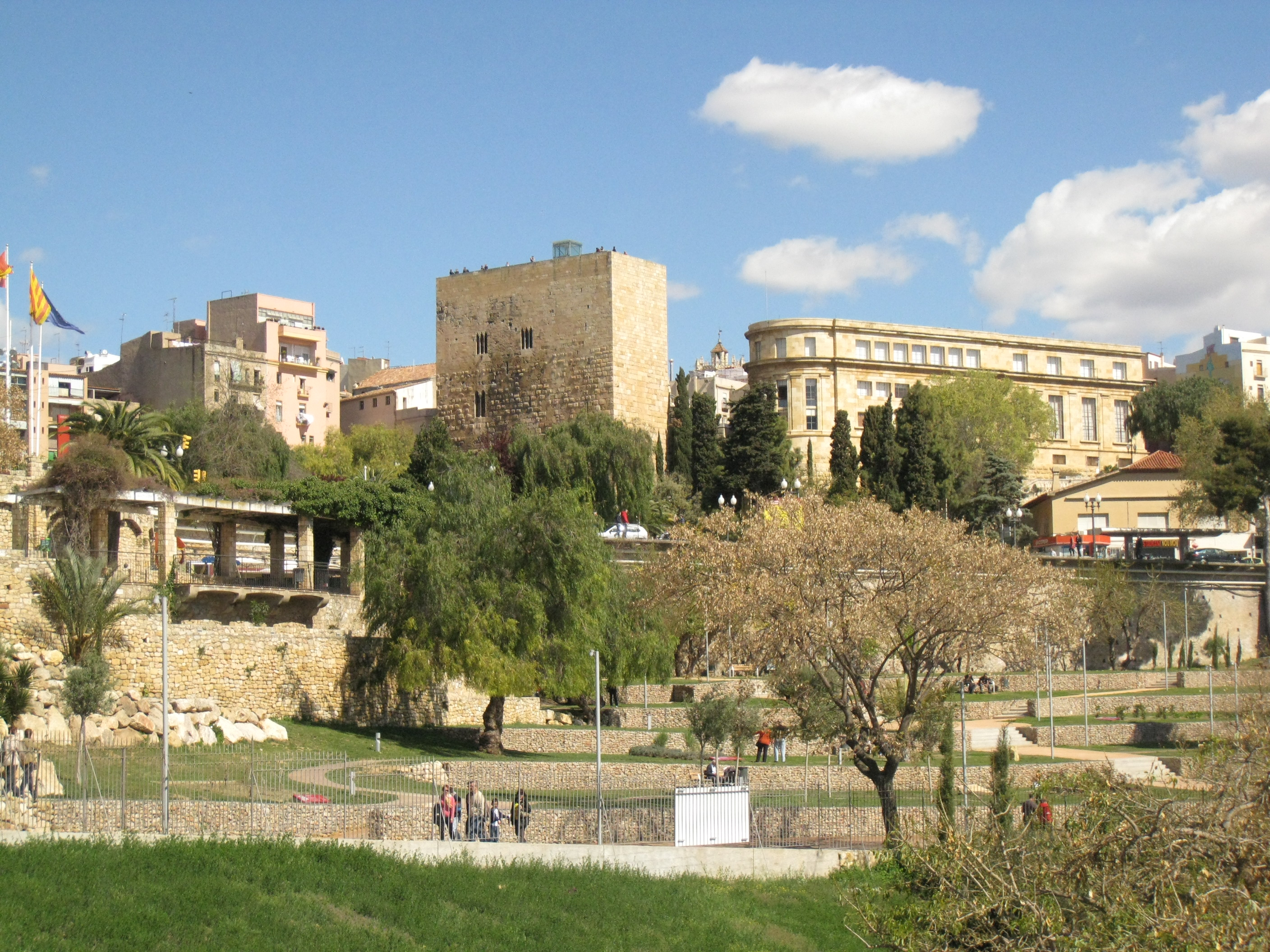
Parc del Miracle, al fondo el Pretori y el Museo Arqueológico

El Museo Arqueológico Nacional de Tarragona (en catalán: Museu Nacional Arqueològic de Tarragona, MNAT) es un museo público ubicado en la ciudad de Tarragona (Cataluña, España) que alberga elementos y restos de su rico pasado. Creado a mediados del siglo XIX como museo Provincial —siendo el museo más antiguo de su tipo en Cataluña—, promueve la recuperación, conservación, investigación y difusión del patrimonio procedente de la ciudad romana de Tarraco y de su área de influencia. Además del Museo Arqueológico, el MNAT gestiona el Museo y Necrópolis Paleocristianas, la villa romana de Els Munts (Altafulla) y la villa romana de Centcelles (Constantí), así como los monumentos del Arco de Bará y la Torre de los Escipiones, el Teatro romano y el Tinglado 4. Para llevar a cabo sus objetivos organiza actividades y ofrece servicios diversos como exposiciones temporales, ciclos de conferencias, seminarios, talleres y actividades de reconstrucción histórica, edición de publicaciones y realización de programas audiovisual
El museo aloja piezas arqueológicas del pasado romano de Tarraco y de comienzos del cristianismo, y también una biblioteca. Sus colecciones comprenden piezas del siglo XVI y posteriores, la mayoría de las piezas expuestas fueron descubiertas durante excavaciones realizadas durante los últimos 150 años.
Forma parte de la red europea de museos romanos.
En 1960 se trasladó al edificio que ocupa actualmente, construido de nueva planta como museo, sobre un lienzo de la muralla romana. En el año 1982 el MNAT pasó a depender, en cuanto a su gestión, del Departamento de Cultura de la Generalidad de Cataluña, a partir de la aprobación del Estatuto de Autonomía y del traspaso de competencias. Desde el año 2003 el MNAT forma parte, junto con el Museo de Arqueología de Cataluña, de la Entidad Autónoma Museos de Arqueología, creada con el objetivo de impulsar y coordinar al máximo nivel las iniciativas vinculadas con la investigación, la conservación y la difusión del patrimonio arqueológico de Cataluña.

## Galería de imágenes

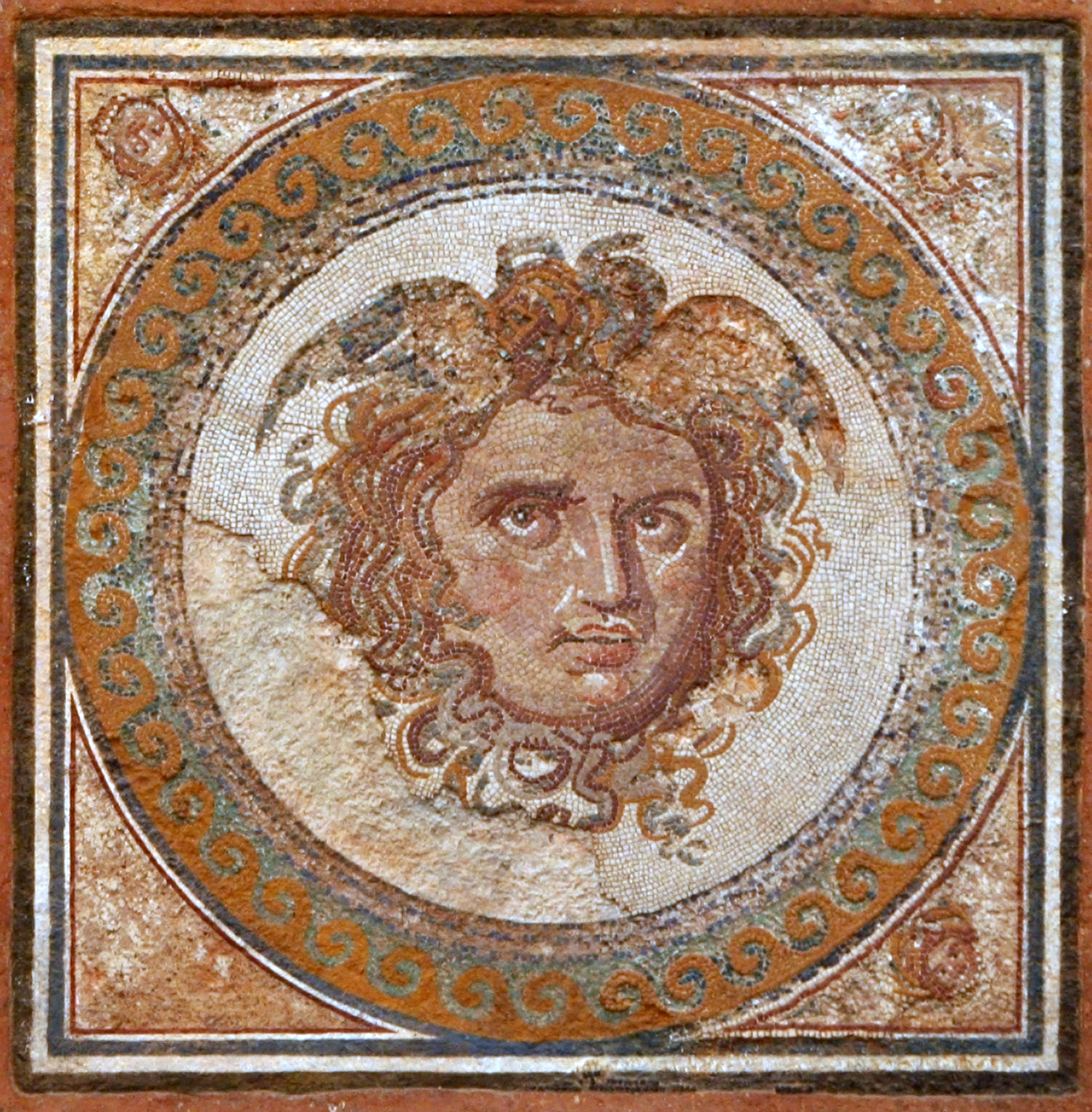
Mosaico de Medusa (Detalle)
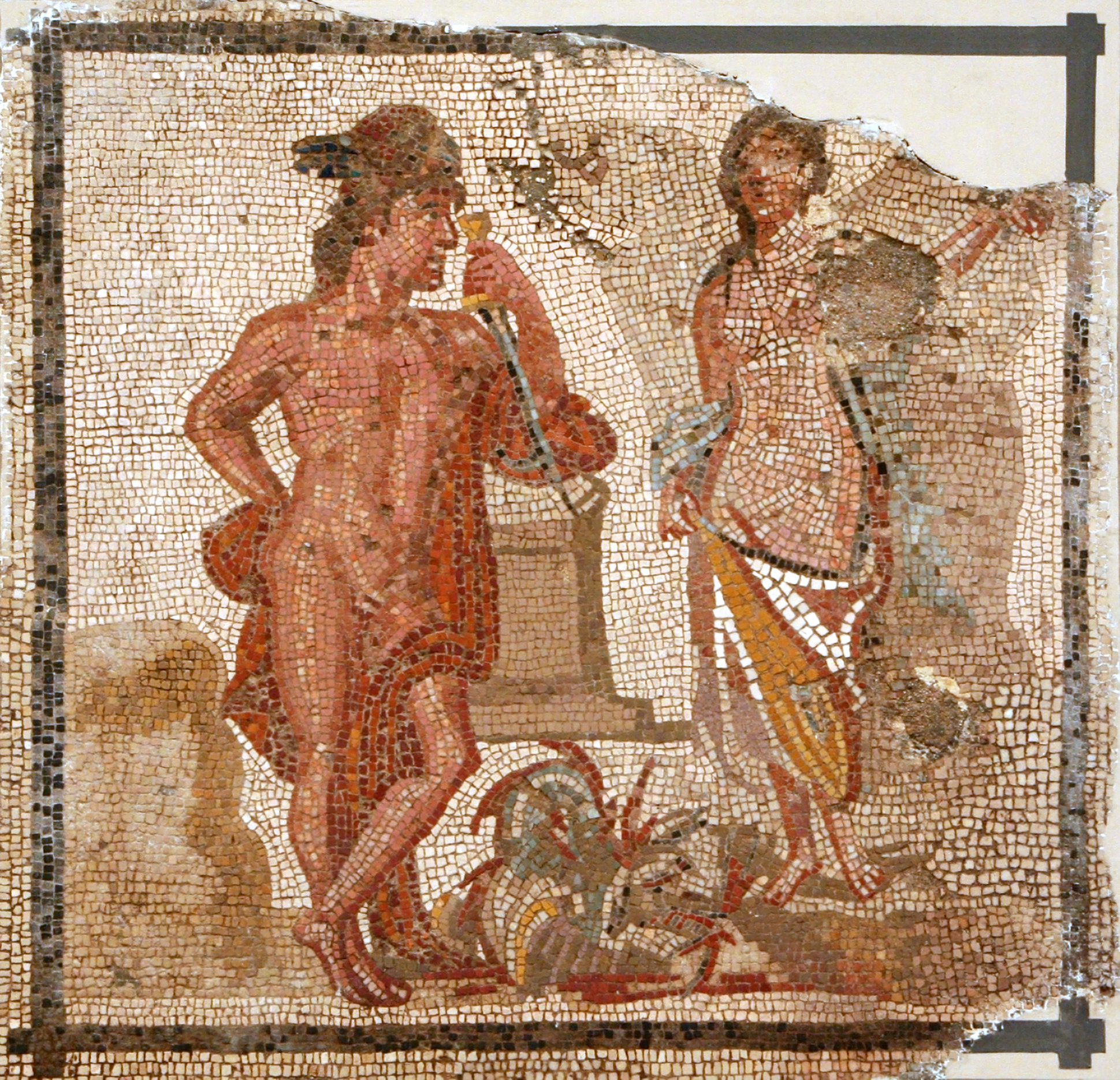
Mosaico de Medusa (Detalle, Perseo y Andrómeda)
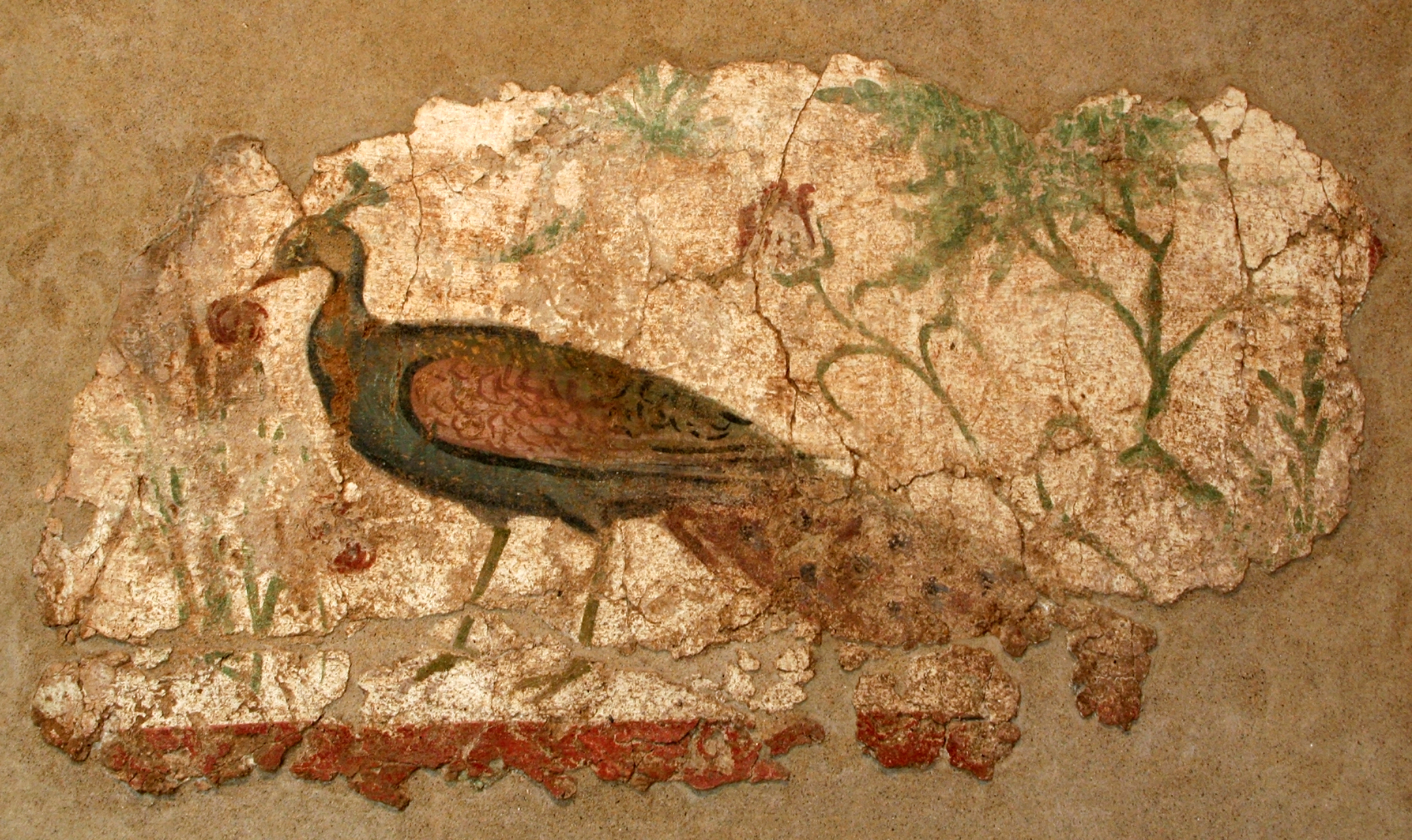
Pintura mural de un Pavo real
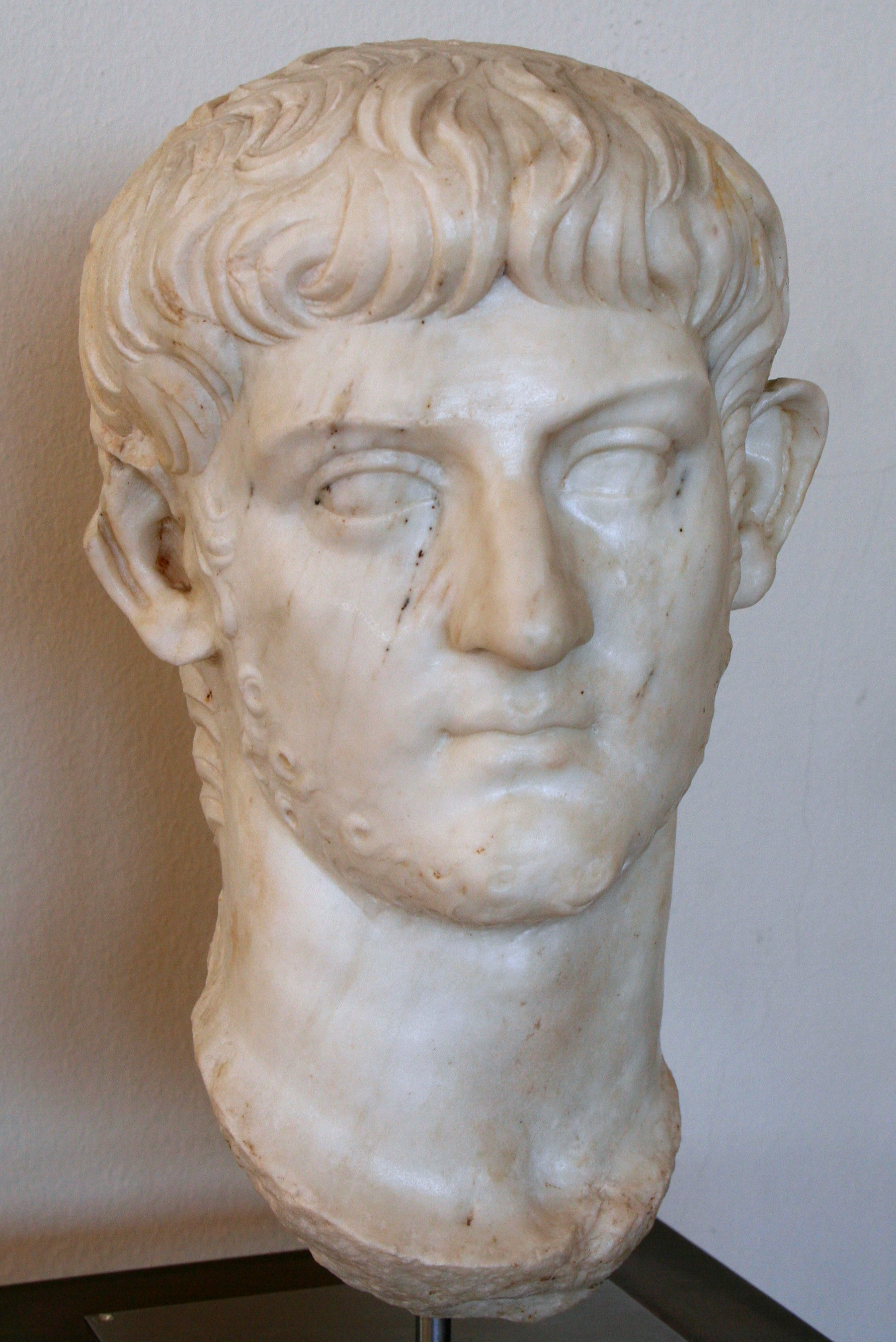
Nerón César, Hijo de Germánico
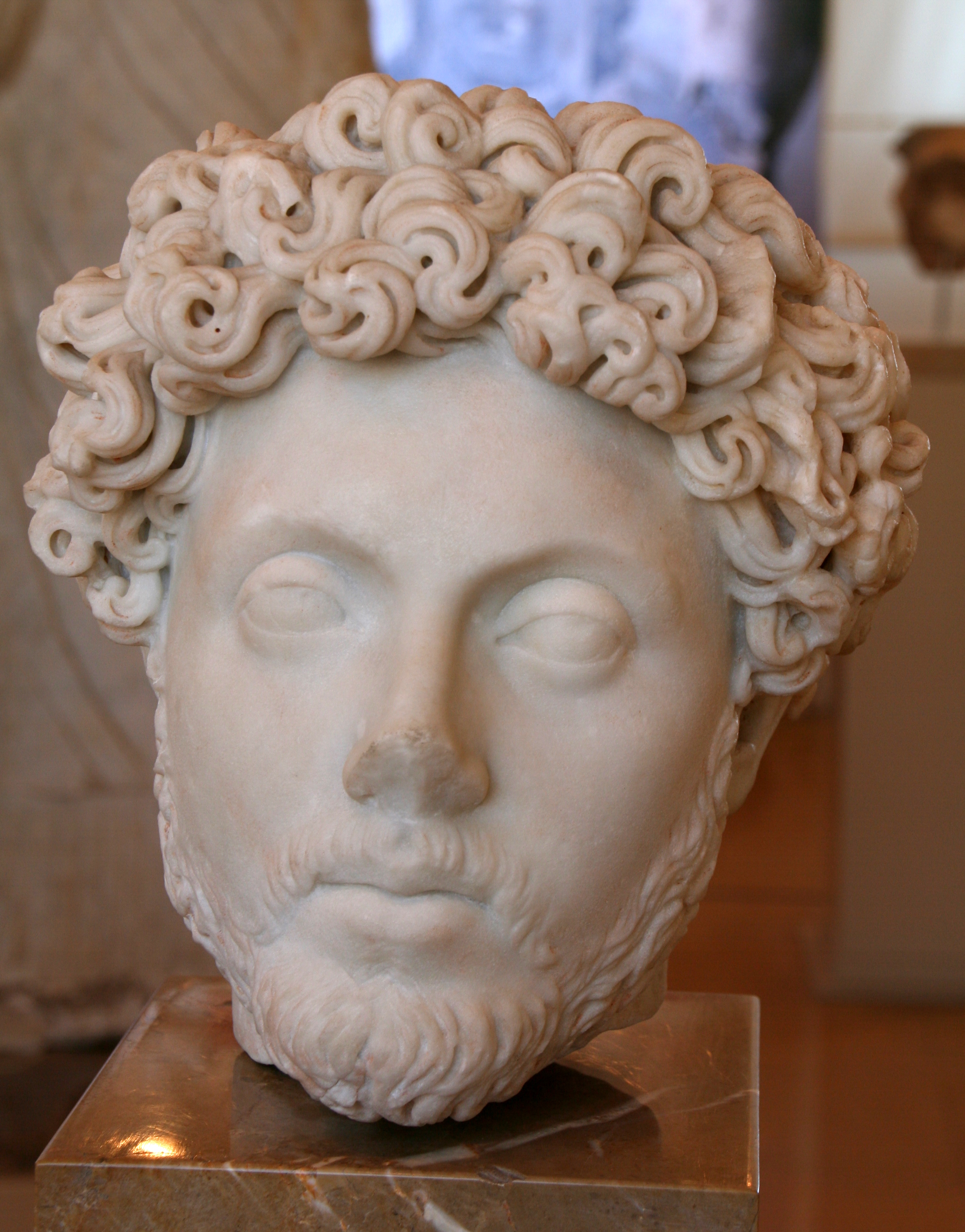
Retrato de Marco Aurelio
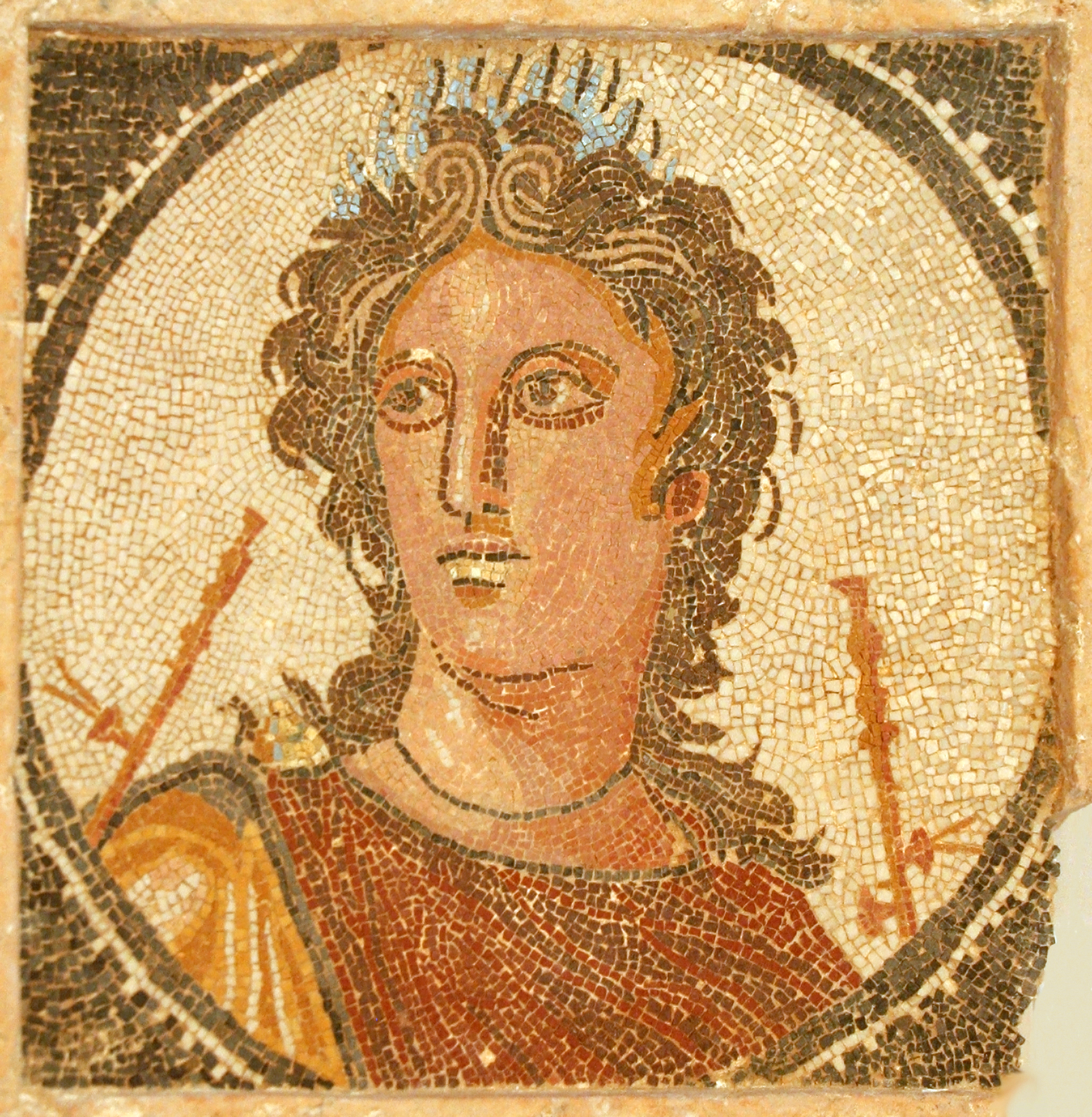
Euterpe